# Guds Lamm, dig hälsar skaran
Guds Lamm, dig hälsar skaran är en psalm av C C Sturm och Olov Hartman som diktades först år 1780 och sedan år 1978. Musiken är en ombildad gregoriansk melodi publicerad i Erfurt år 1542.

## Publicerad i
- 1986 års psalmbok som nr 351 under rubriken "Jesus, vår Herre och broder".